# ری مایان گوک
ری مایان گوک (کره‌ای: 리명국؛ زادهٔ ۹ سپتامبر ۱۹۸۶) یک بازیکن فوتبال اهل کره شمالی است.
وی همچنین در تیم‌های ملی فوتبال کره شمالی بازی کرده‌است.